# Rasmus Quaade
Rasmus Christian Quaade (ur. 7 stycznia 1990 w Valby) – duński kolarz torowy i szosowy, brązowy medalista olimpijski i trzykrotny medalista torowych mistrzostw świata.

## Kariera
Pierwszy sukces w karierze na arenie międzynarodowej Rasmus Quaade osiągnął w 2009 roku, kiedy zdobył brązowy medal w indywidualnej jeździe na czas w kategorii U-23 podczas szosowych mistrzostw Europy w Hooglede. Na rozgrywanych dwa lata później szosowych mistrzostwach świata w Kopenhadze w tej samej konkurencji był drugi, wyprzedził go jedynie Australijczyk Luke Durbridge. Na początku sierpnia 2012 roku brał udział w igrzyskach olimpijskich w Londynie, gdzie wraz z kolegami z reprezentacji był piąty w drużynowym wyścigu na dochodzenie, a parę dni później został mistrzem Europy w indywidualnej jeździe na czas U-23. Kolejny medal zdobył podczas torowych mistrzostw świata w Mińsku w 2013 roku, gdzie reprezentacja Danii w składzie: Lasse Norman Hansen, Casper von Folsach, Mathias Møller Nielsen i Rasmus Quaade zdobyła brązowy medal w drużynowym wyścigu na dochodzenie. Razem z von Folsachem, Hansenem i Alexem Rasmussenem zdobył w tej konkurencji srebrny medal na mistrzostwach świata w Cali w 2014 roku. Ponadto Duńczycy z Quaade w składzie wywalczyli brązowy medal podczas igrzysk olimpijskich w Rio de Janeiro w 2016 roku. Dwukrotnie wygrywał wyścig Duo Normand: w 2018 razem z Martinem Toft Madsenem i w 2019 z Mathiasem Norsgaardem.